# 冯忠莲
冯忠莲（1919年—2001年），女，籍贯广东顺德，出生于天津，中国画家，新中国古画临摹事业的开拓者，中国美术家协会会员，中央文史研究馆馆员。

## 家庭
丈夫是画家陈少梅。